# Jacqueline Marval
Jacqueline Marval, pseudonimo di Marie-Joséphine Vallet (Quaix-en-Chartreuse, 19 ottobre 1866 – Parigi, 28 maggio 1932), è stata una pittrice francese, esponente della corrente artistica del fauvismo.

## Biografia
Marie-Joséphine Vallet nacque a Quaix-en-Chartreuse, vicino Grenoble, nel 1866, in una famiglia di insegnanti. Ella seguì senza essere convinta degli studi che la destinavano all'insegnamento e poi si sposò con un venditore ambulante, Albert Valentin, fino alla separazione avvenuta dopo la morte del primo figlio nel 1891. Questo fu un evento che costituì il punto di svolta della sua esistenza. Essendosi ritrovata sola, si guadagnò da vivere facendo la sarta. 
Nel 1894, Marie-Joséphine incontrò il pittore François-Joseph Girot e si recò con lui a Parigi nel 1895-1896 circa, dove conobbe il gruppo dei Nabis. Girot le fece conoscere il pittore Jules Flandrin, uno studente di Gustave Moreau alla scuola di belle arti parigina, che a sua volta la presentò ad altri artisti, come Pierre-Albert Marquet, Henri Matisse, Henri Manguin e Georges Rouault. I due si innamorarono e Vallet lasciò Girot per trasferirsi assieme a Flandrin al numero 9 della rue Campagne-Première, nel cuore di un focolaio di artisti nel quartiere di Montparnasse. Ella avrebbe vissuto con lui come sua compagna per venti anni. Dopo un'attività come sarta decise di concentrarsi sulla pittura poco prima della fine del secolo.

### Carriera da pittrice

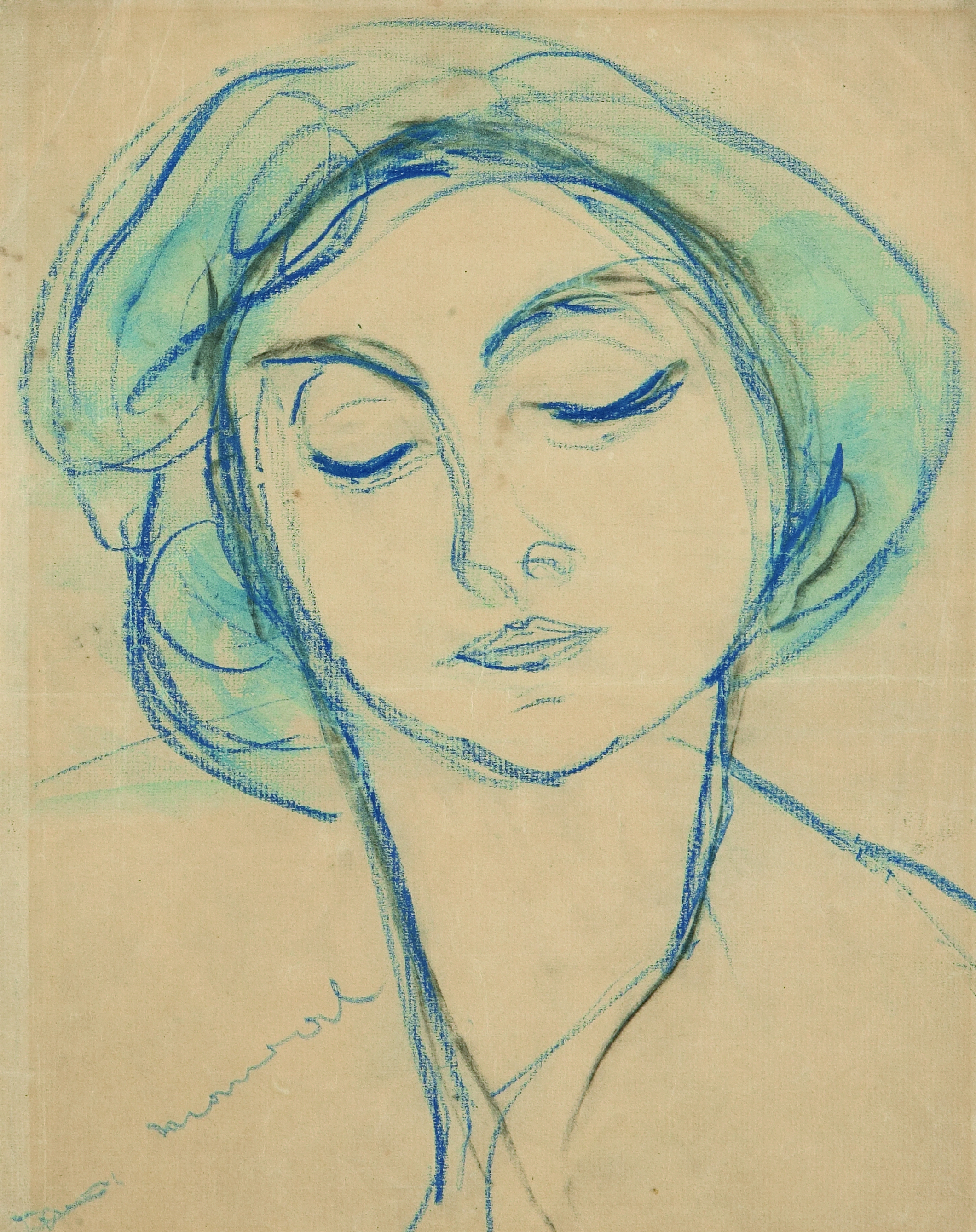
Un autoritratto di Jacqueline Marval realizzato con la matita blu.

Fu nel 1900 che Vallet assunse lo pseudonimo di Jacqueline Marval: Marval è un'unione delle prime lettere del suo nome e del suo cognome (Marie Vallet). Oltre alla pittura iniziò a realizzare delle litografie, degli acquerelli, dei disegni a pastello e delle incisioni. Le sue opere vennero rifiutate al Salone degli Indipendenti del 1900, come quelle di molti suoi colleghi, ma nel 1901 riuscì a esporre una dozzina di quadri all'edizione di quell'anno. Berthe Weill, Ambroise Vollard e in seguito Eugène Druet si interessarono alle sue opere, acquistando ed esponendo i suoi quadri: le opere rifiutate nel 1900 furono acquistate da Vollard, mentre Weill era interessata alla promozione dell'arte delle pittrici che vivevano a Parigi.
Dopo la mostra del febbraio del 1902 nella quale i dipinti di Matisse, Marquet, Jules Flandrin e Marval furono esposti per la prima volta in un luogo privato, nella piccola galleria di Berthe Weill al numero 25 della rue Victor Massé di Parigi, per Jacqueline fu l'inizio di un'attività pittorica scandita da molte mostre, sia a Parigi che in Europa. Il suo dipinto Les Odalisques (oggi al museo di Grenoble) venne esposto al primo Salone d'Autunno, nel 1902, e al Salon des indépendants del 1903. La tela Les Cigales, di proprietà di Vollard, fu esposta nel 1906.
Nel 1913, Marval venne scelta da una giuria che comprendeva Gabriel Astruc, lo scultore Antoine Bourdelle e i pittori Maurice Denis ed Édouard Vuillard per decorare il vestibolo del nuovo Théâtre des Champs-Élysées. Ella creò una serie di dodici quadri sul tema di Dafni e Cloe. Questa serie si ispirava alla produzione di Dafni e Cloe realizzata dalla compagnia dei Balletti russi, andata in scena l'anno prima. Sempre nel 1913, Marval protestò contro la rimozione di un dipinto di Kees van Dongen dal Salone d'Autunno e divenne sua amica, allestendo il suo studio vicino il suo. Nel 1914, Marval e Flandrin si trasferirono al numero 40 della rue Denfert Rochereau, che si trovava accanto alla casa di van Dongen. Le opere di Marval iniziarono ad essere riconosciute in tutta Europa e non solo: espose dei quadri a Barcellona, Liegi, Venezia, Zurigo, Budapest e Kioto, oltre all'Armory Show negli Stati Uniti.
All'inizio del 1923, Marval si attivò a favore della creazione di musei di arte moderna a Parigi e a Grenoble. Morì all'Hôpital Bichât di Parigi il 28 marzo del 1932. Dopo la sua morte, le sue opere furono esposte alla galleria Druet prima che questa venisse chiusa nel 1938 e i quadri venduti.

## Accoglienza

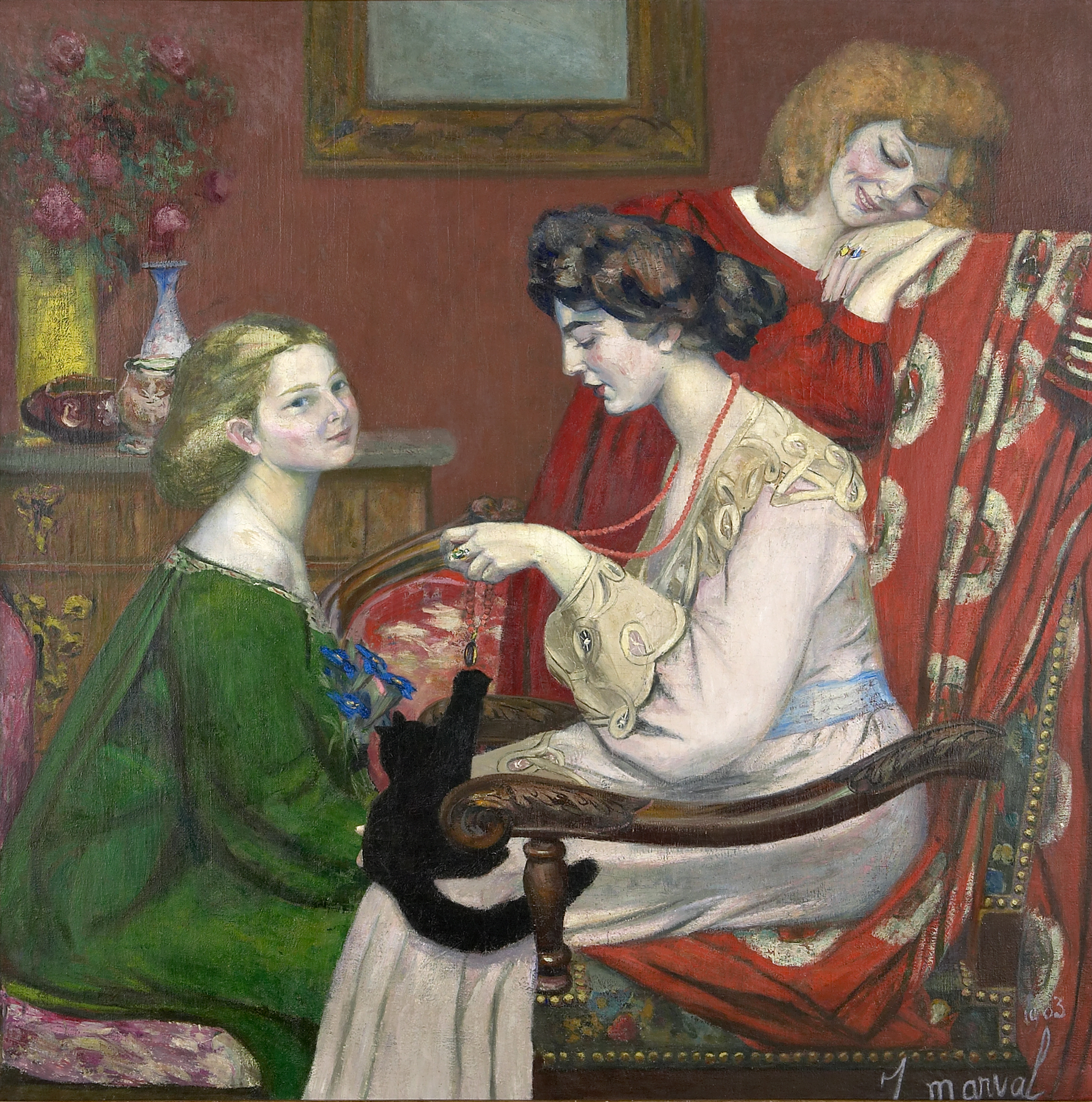
Les coquettes, 1903

I critici lodarono molto Jacqueline Marval durante la sua carriera. In un numero del 1911 del The Burlington Magazine for Connoisseurs, per esempio, si menzionava che in una mostra nella galleria Druet, "i dipinti della signora Marval erano tra i più sorprendenti..." Apollinaire, dopo aver elogiato Le odalische, commentò più in generale le sue opere, definendole emozionanti, forti e degne di riconoscimento. Alcuni critici la definirono una fauvista, riflettendo la sua scelta della tavolozza, fortemente influenzata dai pittori fauvisti e impressionisti che la precedettero. Secondo Lucien Manissieux, uno studente di Flandrin, "Marquet, Flandrin e Matisse aspettavano ogni opera che lei creava con curiosità ed emozione" e ci sono delle prove che i suoi colleghi maschi abbiano preso in prestito da lei il "colore brillante e l'economia formale della sua pittura".
In vita, Marval non volle esporre le sue opere alle mostre esclusivamente femminili; eppure, dopo la sua morte, la sua carriera e le sue opere furono celebrate in un'esposizione di questo genere. La Société des Femmes Artistes Modernes (FAM) fu un collettivo di artiste a Parigi guidato da Marie-Anne Camax-Zoegger (1887-1952), «una borghese francese e cattolica». Il gruppo presentò una retrospettiva dell'opera di Marval nel 1933 come parte della sua mostra annuale. Marval, che non si identificava come una femminista, venne scelta dalla FAM come tale, e da allora venne celebrata per aver vissuto una vita femminista.
Dalla sua morte, le opere di Jacqueline Marval furono esposte molte volte, la maggior parte in Francia. Nel 2021, venne inclusa tra le artiste della mostra Valadon et ses contemporaines al museo di belle arti di Limoges, che si svolse anche al monastero reale di Brou dal 13 marzo del 2021 al 27 giugno di quell'anno.

## Opere principali

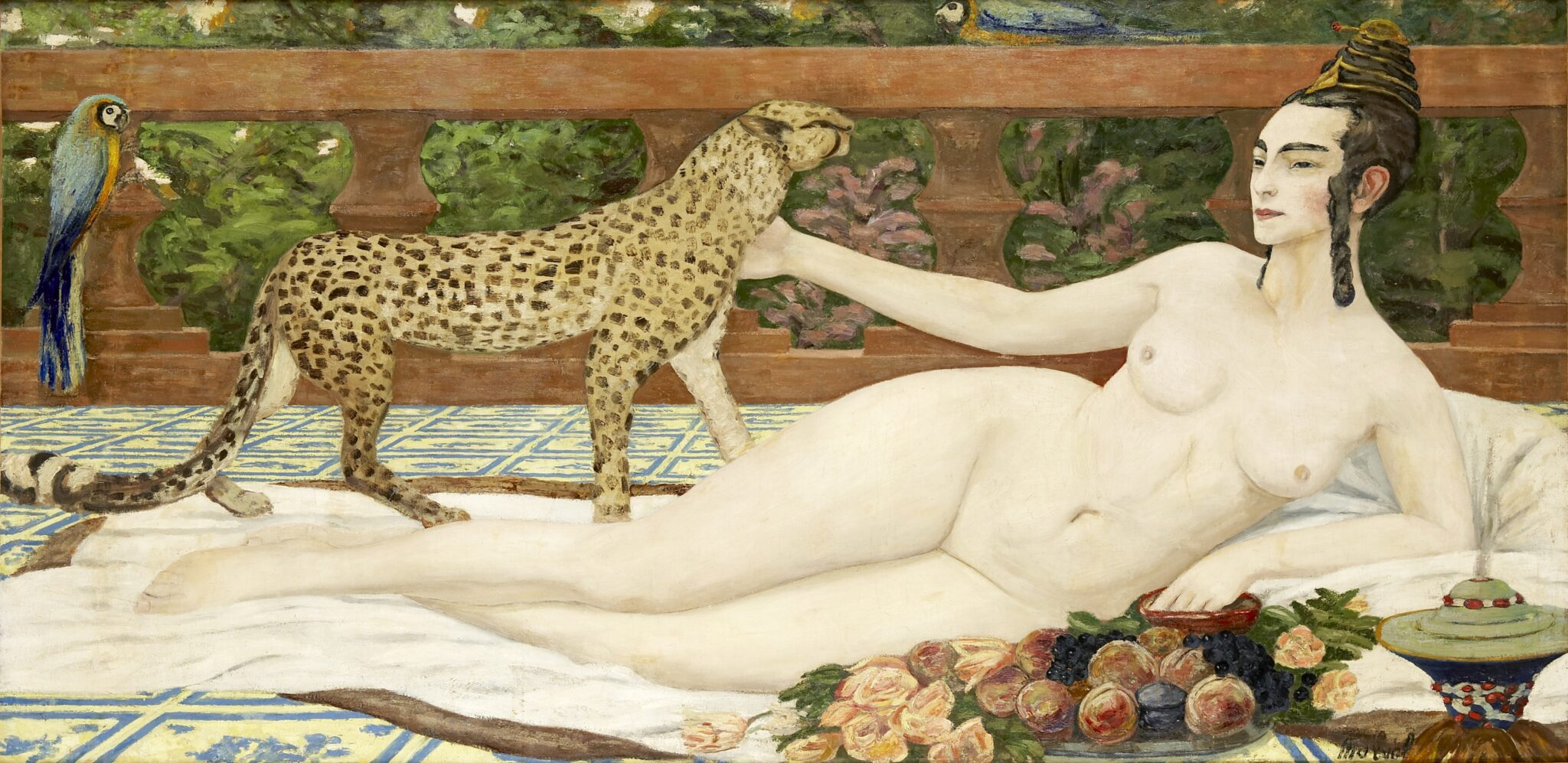
L'Odalisque au guépard, 1900

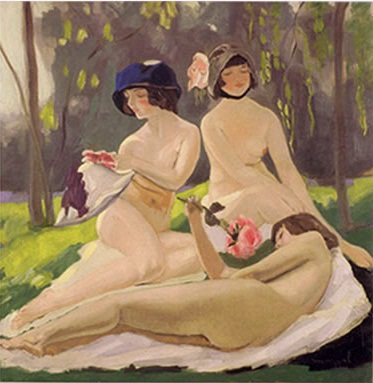
Les trois roses, 1911

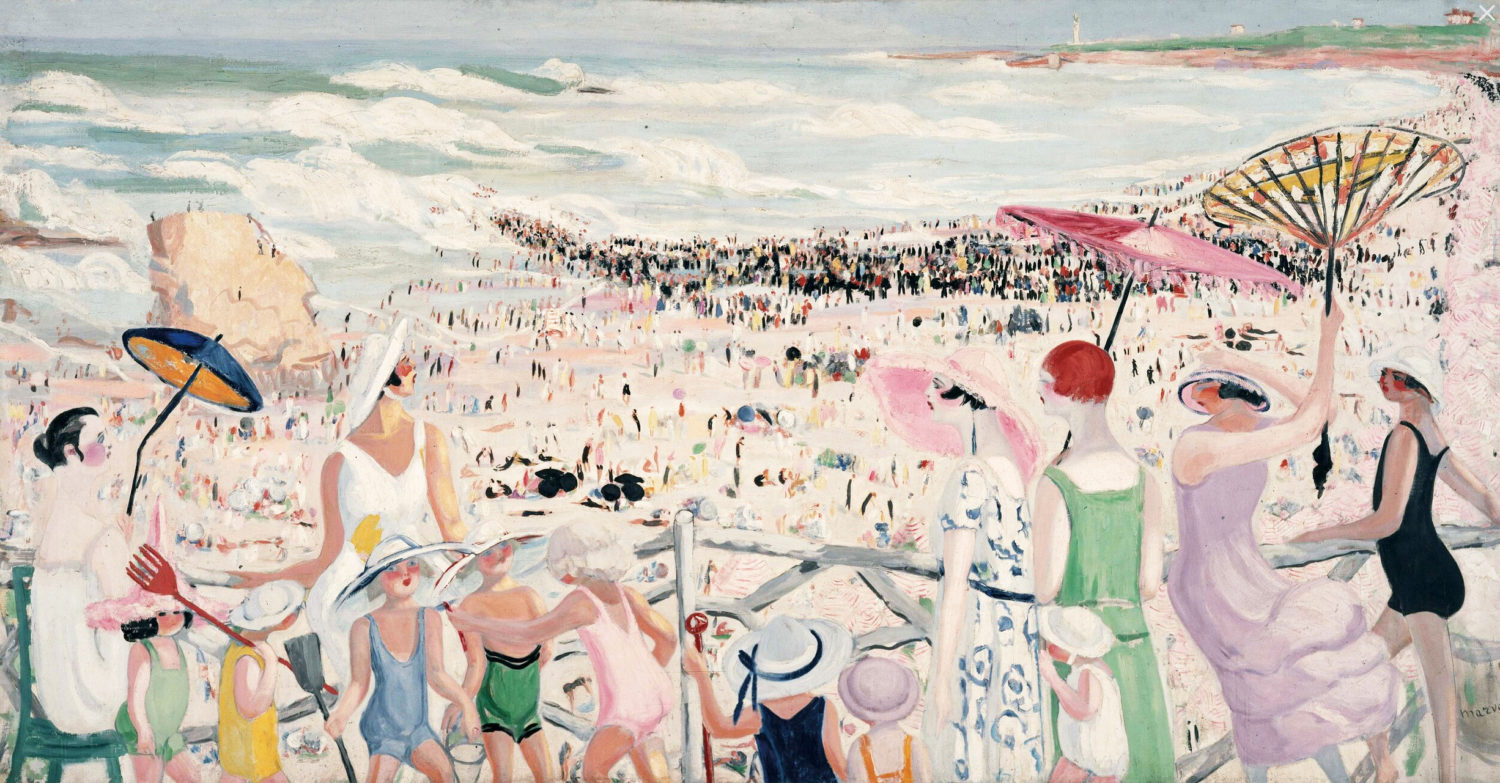
La Grande Plage à Biarritz, 1923

- Femme nue étendue, olio su tela, museo di belle arti di Chambéry.[14]
- L'Odalisque au guépard, 1900, collezione privata.
- Les Odalisques, 1903, museo di Grenoble.
- Les coquettes, 1903, olio su tela.
- Étude pour L'Extrême automne, 1905, olio su tela, museo Paul Dini (Villefranche-sur-Saône).[15]
- Les Cigales, vers 1906, museo Léon Dierx.
- Nu étendu ; Jeune femme étendue, tra il 1907 e il 1909, olio su tela, museo Paul Dini (Villefranche-sur-Saône).[16]
- Fantaisie sur Sylvie, le Chant d'Adrienne, Hommage à Gérard de Nerval, 1910-1911, collezione privata.
- Les Trois roses, olio su tela, 1911, collezione priata.
- Grand nu bleu, 1913, olio su tela, museo Mainssieux (Voiron).[17]
- Les Porteuses de fleurs, 1914, olio su tela, Museo Goya (Castres).[18]
- La Clownesse au Carcan (Dolly Davis,) 1921, olio su tela, museo Sahut (Volvic).
- La Danseuse de Notre-Dame, 1921, olio su tela, collezione privata.
- Baigneuse au maillot noir, vers 1920-1923, olio su tela, collezione privata.
- La Figurante (ou) La Mystérieuse - Portrait assise de Dolly Davis, 1923, olio su tela, collezione privata.
- La Grande Plage à Biarritz, 1923, museo di belle arti di Nantes.
- Agnès et ses roses, 1925, olio su tela, museo Hébert, Grenoble.
- L'Espagnole, 1925, museo Paul Dini, Villefranche-sur-Saône.[19]
- Les Frivoles, olio su tela, museo di belle arti di Nantes.[20]
- Portrait du peintre Henri Girardot, olio su tela, museo di Grenoble.
- Portrait de Deloras, enfant, prima del 1932, olio su tela, museo di Grenoble.
- Bouquet de fleurs, prima del 1933, olio su tela, museo di Grenoble.